# NGC 5941
NGC 5941 este o galaxie eliptică situată în constelația Șarpele. A fost descoperită în 19 aprilie 1887 de către Lewis A. Swift.